# Langkawi Sky-Bridge

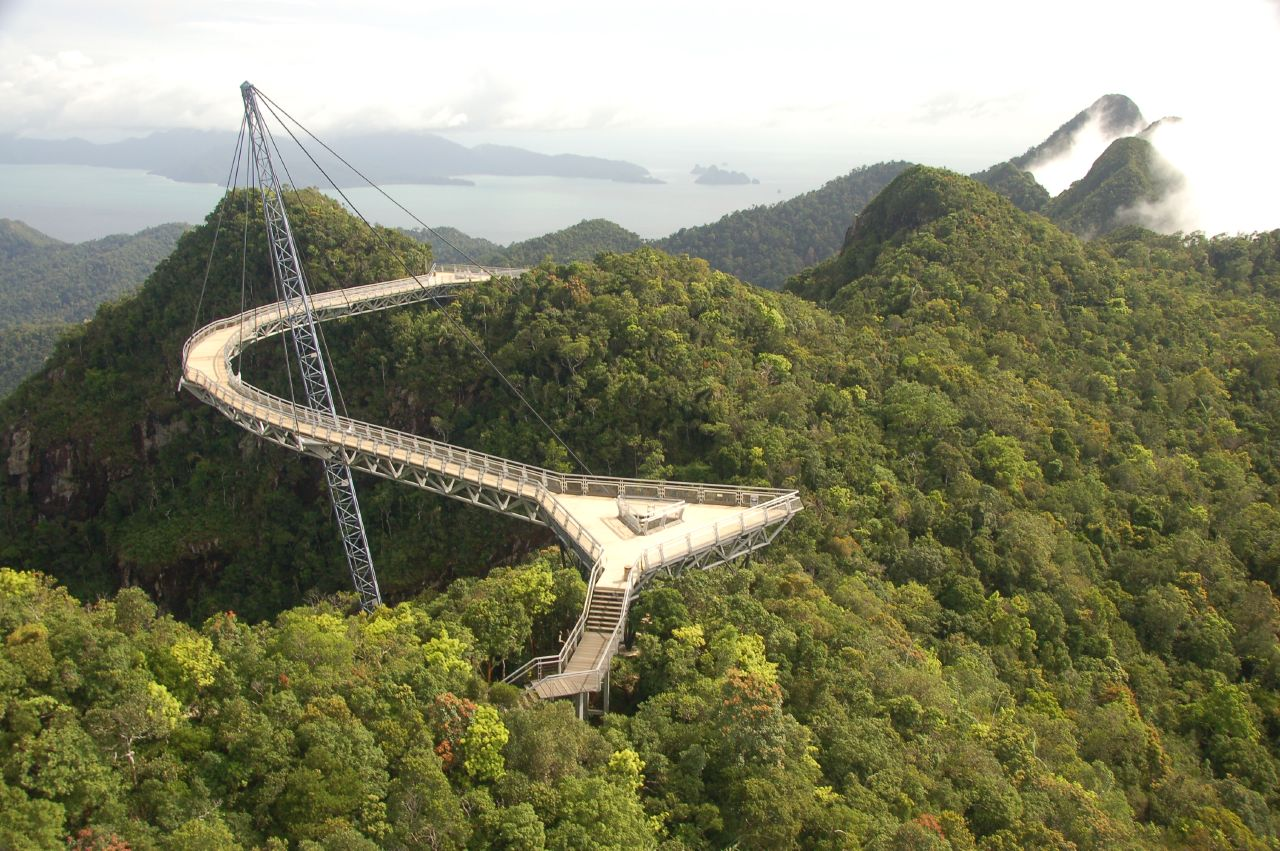
Die Langkawi-Brücke, Blickrichtung Nord

Die Langkawi Sky-Bridge ist eine geschwungene Fußgänger-Schrägseilbrücke an der Westküste der Insel Langkawi im äußersten Nordwesten Malaysias auf knapp 700 m Höhe. Von ihr hat man einen Blick auf die Andamanensee.
Sie wurde 2005 fertiggestellt und hat eine Länge von 125 Metern. Die Brücke hat eine Breite von 1,80 Meter und an ihren beiden Enden dreieckige Plattformen. Dort und an verschiedenen breiteren Stellen gibt es Sitzbänke.
Die Brücke gilt als sicher: Die doppelte Brüstung aus Edelstahlrohr befindet sich über Brustkorbhöhe. Darunter bis zum Gehsteg befindet sich ein feinmaschiges Drahtgewebe. Die Brücke ist per Gondelbahn erreichbar.
Die Schlussszene des indischen Films Don – Das Spiel beginnt wurde hier gedreht.